# Дом-коммуна «Культурная революция»
Дом-коммуна «Культурная революция» — дом-коммуна в Нижнем Новгороде, выдающаяся постройка в стиле конструктивизма. Сооружён в 1929—1932 годах по проекту архитектора В. В. Медведева. Состоит из нескольких жилых зданий, соединённых подвесными переходами на уровне второго и пятого этажей, а также выделенных коммунальных блоков.
В основе проекта лежали популярные в 1920-е годы идеи создания нового, частично обобществлённого быта. Предполагалось, что жильцы дома будут в значительной степени освобождены от типичных бытовых сложностей. С этой целью были введены в эксплуатацию ряд помещений общего пользования: столовая, душевые, библиотека, медпункт, зал для общих собраний и тому подобные. В любое помещение можно было попасть по специальным межкорпусным переходам, не выходя на улицу. Впервые в Нижнем Новгороде комплекс зданий был оборудован двумя лифтами.
В настоящее время используется как жилой дом. Архитектура комплекса отличается конструктивистским минимализмом: задние фасады домов представляют собой огромные гладкие плоскости, передние оформлены выступающими за прямоугольный периметр блоками подъездов, к которым пристроены по бокам индивидуальные бетонные балконы-лоджии. На торцах спланированы маленькие балкончики «французского» типа. Оригинальным элементом, неизменно привлекающим внимание прохожих, являются висячие переходы между корпусами. Стены покрыты рельефной терразитовой штукатуркой. В 1950-е годы в комплексе проведён капитальный ремонт, в частности, протекавшая плоская крыша была заменена на скатную, что несколько исказило первоначальный архитектурный замысел.
Типологически «Культурная революция» выделяется размерами комплекса (это первая шестиэтажная постройка в городе, состоявшая из пяти объёмных корпусов), а также разнообразием целевого назначения помещений: дом предусматривал реализацию практически всех бытовых и даже культурных потребностей жильцов. Ансамбль имеет статус объекта культурного наследия регионального значения. Сегодня это единственный жилой дом-коммуна в Нижнем Новгороде и одно из немногих подобных зданий в России, в основном сохранившее профильное использование.
В 2023—2024 был выполнен частичный ремонт комплекса — заменена крыша, стены и балконы окрашены в цвет, близкий к историческому и т. д. Окна в подъездах были заменены стеклопакетами с деревянными накладками, имитирующими (без точного соблюдения пропорций) прежнюю расстекловку. При этом переходы между корпусами отремонтированы не были и по-прежнему находятся в аварийном состоянии.